# Bankplassen

Bankplassen är en gata i området Kvadraturen i centrala Oslo som avgränsas av Kongens gate, Myntgata och Kirkegata. Före 1953 var också Agnes Thorsens plass en del av Bankplassen.
Torget har fått sitt namn efter byggnaden för Christianiaavdelningen till Norges Bank, Bankplassen 3, uppförd 1828 (när Oslo hette Christiania) efter ritningar av arkitekt Christian H. Grosch. Den används nu av Norsk Arkitekturmuseum och fick 2008 en tillbyggnad ritad av arkitekt Sverre Fehn. 
När Norges Banks huvudsäte flyttades från Trondheim till Kristiania, uppförde banken sitt nybygge på Bankplassen 4 efter ritningar av arkitekt Ingvar Hjorth, fullföljt 1906. 
Från 1986 håller Norges Bank till i ett nybygge på ett helt intilliggande kvarter med adress Bankplassen 2, ritat av arkitekterna Kjell Lund och Nils Slaatto. Flera äldre stadsgårdar integrerades i nybygget. I Norges banks gamla lokaler håller Nasjonalmuseet for kunst, arkitektur og design till. Andra kända "institutioner" på Bankplassen är Engebret Café med adress Bankplassen 1.

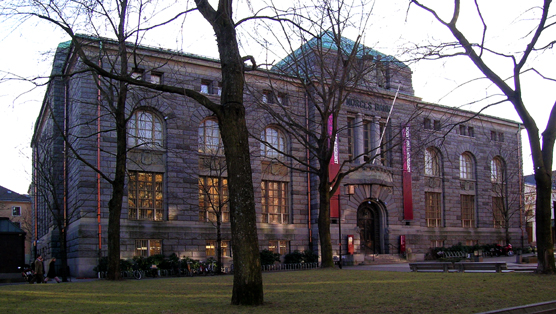
Nasjonalmuseet for kunst, arkitektur og design på Bankplassen 4
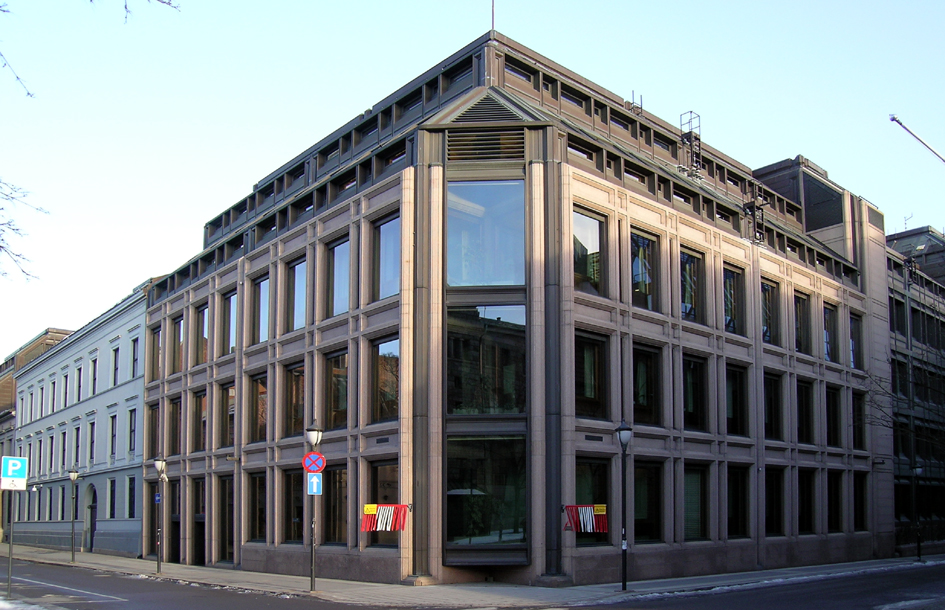
Norges Bank på Bankplassen 2
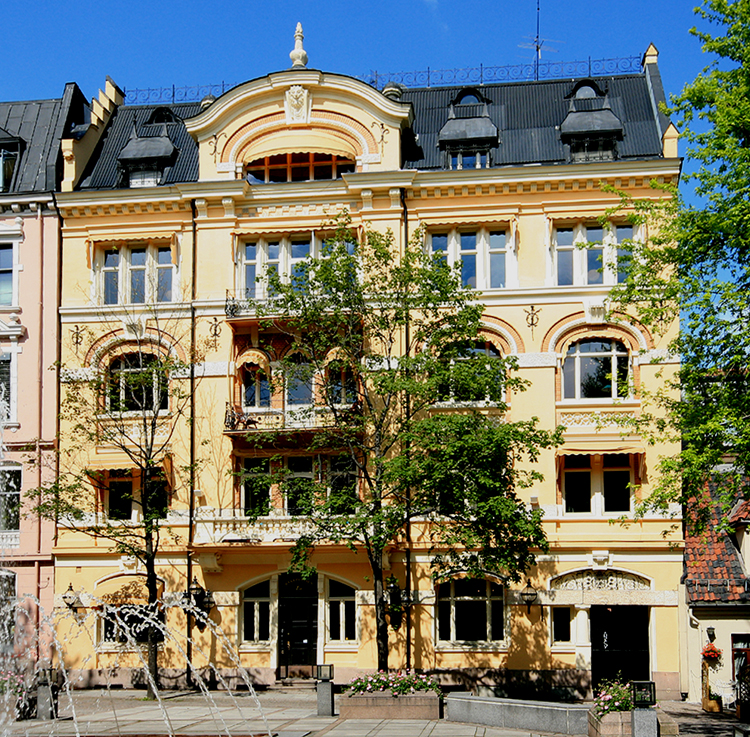
Knudsengården på Bankplassen 1a